# Instituto de Pesquisas em Aquicultura e Aquariologia
O Instituto de Pesquisas em Aquicultura e Aquariologia (IPAq) é uma organização não governamental (ONG) e sem fins lucrativos, fundada no Brasil no ano de 2003. A missão da instituição é a preservação dos recifes de coral brasileiros. Atua principalmente através da educação ambiental, aquicultura marinha e pesquisa em aquariologia.
O IPAq tem como objetivo principal a pesquisa pura e aplicada na manutenção e reprodução de organismos aquáticos em sistemas experimentais. Além de gerar conhecimento, o IPAq tem a intenção de preservar o meio ambiente marinho através de atividades de repovoamento e reintrodução de organismos, técnicas de restauração recifal, bem como a conscientização da população.
Para a conscientização de aquaristas, o IPAq mantém um fórum na internet que ensina os usuários a manter um aquário saudável, evitando assim o círculo vicioso de compra e morte de organismos. Atualmente, a modalidade de aquários conhecida como Aquário de Corais (ou pelo anglicismo reef), é a mais popular entre aquaristas marinhos. Porém, com o aquecimento global ameaçaos recifes de corais, a atividade da aquariofilia no mundo passa a ser um impacto a ser mitigado como também um repositório de espécies de corais e genético. 
Nos últimos anos os efeitos das ondas de calor causadas pelas mudanças climáticas globais tem ameaçado drasticamente os recifes de coral inclusive nos recifes da costa do Brasil. Uma das estratégias para diminuir a perda de biodiversidade de corais nos recifes estão as estratégias de restauração recifal. As Nações Unidas declararam a década de 2021 a 2030 a década da restauração de ecossistemas, momento oportuno para serem ampliadas as pesquisas com cultivo e reprodução de corais em cativeiro. Com o aumento da perda de bidiversidade recifal causada pelos impactos antrópicos, pesquisadores e ambientalistas em todo o mundo tem buscado alternativas de cultivo de corais para preservar o estoque genético destes organismos. Iniciativas para o congelamento de gametas de corais e da criação de bancos de corais cultivados em grandes instalações tem surgido em diversos países, evidenciando a gravidade das ameaças aos recifes de coral. 
Baseados nesta premissa, o IPAq incentiva o desenvolvimento da aquicultura recifal e desenvolvimento de técnicas de restauração recifal, a fim de buscar estratégias para reduzir o impacto das mudanças climáticas e das atividades antrópicas nestes ecossistemas.